# Beat Boy (álbum)
Beat Boy es el tercer álbum del grupo británico Visage. Fue grabado en los estudios Trident entre 1982 y 1983 y puesto a la venta por Polydor Records en septiembre de 1984 (retrasado por problemas contractuales que la banda estaba teniendo en ese momento). Llegó al #79 en el Reino Unido.

## Historia
El álbum fue grabado y puesto en venta después de que Steve Strange decidió hacer de Visage una banda en directo en lugar de un grupo de estudio basado en un proyecto, una decisión que le dejó trabajar solo con el baterista Rusty Egan y un trío de nuevos músicos. Si bien los dos primeros álbumes de la banda habían sido grandes iconos del movimiento new romantic, Beat Boy trató de mezclar el sonido sintético con el estilo del rock estadounidense. Sin embargo, tanto el sencillo como el álbum en sí no tienen el impacto esperado, y efectivamente marcó el final de Visage como un grupo de grabación, hasta la publicación de su siguiente álbum, ya en 2013.
La versión en casete del álbum contenía remezclas que no figuran en el álbum original, además de una pista extra, el instrumental «Reprise».
Beat Boy no se lanzó en CD hasta febrero de 2009 por Cherry Red Records, conteniendo las mismas canciones que el álbum original con cuatro canciones extra añadidas. Anteriormente algunas de las pistas habían sido publicadas en el «Master Series», un álbum de recopilaciones.

## Lista de canciones
Todas las canciones fueron escritas por Rusty Egan, Steve Strange y Steve Bernacle.
Cara A
| N.º | Título                      | Escrita                                      | Duración |  |
| 1.  | «Beat Boy»                  | Barnacle/Barnett/Egan/Formula/Strange        | 6:46     |  |
| 2.  | «Casualty»                  | Barnacle/Barnett/Egan/Strange                | 5:28     |  |
| 3.  | «Questions»                 | Barnacle/Egan/Strange                        | 6:11     |  |
| 4.  | «Only The Good (Die Young)» | Barnacle/Barnett/Currie/Egan/Formula/Strange | 5:58     |  |

Cara B
| N.º | Título               | Escrita                       | Duración |  |
| 5.  | «Can You Hear Me»    | Barnacle/Egan/Strange         | 6:29     |  |
| 6.  | «The Promise»        | Barnacle/Barnett/Egan/Strange | 3:59     |  |
| 7.  | «Love Glove»         | Barnacle/Egan/Strange         | 4:45     |  |
| 8.  | «Yesterday's Shadow» | Barnacle/Egan/Strange         | 6:29     |  |

## Músicos
- Steve Strange (voz).
- Andy Barnett (guitarra eléctrica).
- Steve Bernacle (bajo eléctrico).
- Gary Bernacle (saxofón).
- Rusty Egan (batería, percusión electrónica y coro).

Otros músicos:
- Billy Currie (sintetizador).
- Dave Formula (sintetizador).
- Marsha Raven (coro).
- Karen Ramsey (coro).
- Rose Patterson (coro).

- Datos: Q3637186